# Büsingen
Büsingen am Hochrhein egy német város, melyet teljes egészében a svájci Schaffhausen, délen, a Rajnán túl, pedig Zürich és Thurgau kantonok határolják. Lakossága nagyjából 1450 fő. A 19. század eleje óta az exklávét egy a legszűkebb részén 700 méteres szárazföldi terület választja el Németország legnagyobb részétől. Ezen a területen fekszik Dörflingen svájci falu.
Közigazgatásilag Büsingen Németország, azon belül pedig a Baden-Württemberg tartomány Konstanz járásához tartozik. Gazdaságilag a svájci vámterület részét képezi, mint ahogy a független Liechtensteini Fejedelemség is. Mióta 2008-ban Svájc teljes jogú tagja lett a Schengeni egyezménynek, az ország és Büsingen között nincs határellenőrzés.
Büsingent elsősorban nyaralások célpontjának tekintik, nyáron mind a svájci, mind a német környékbeli vendégek száma magasnak mondható. A város adott helyet évtizedeken át az Európai Názáreti Főiskolának, a Názáreti Egyház egyik teológiai felsőoktatási intézményének.

## Érdekességek
Hivatalosan az euró az egyetlen hivatalos fizetőeszköz Büsingenben; azonban a svájci frank sokkal népszerűbb, mivel a legtöbb bevásárlást a közeli Schaffhausenben végzik el, s nem mennek át a határ másik oldalára Németországba.
Szokatlan földrajzi helyzetéből fakadóan mindkét ország közszolgáltatásaiban részesül. Egymás mellett működik a két tömegközlekedés, postai és telefonos szolgáltatások.
Büsingenbe mind svájci, mind német címzéssel lehet levelet küldeni. A svájci változat:
Junkerstrasse 86
8238 Büsingen
Schweiz
míg a német:
Junkerstraße 86
78266 Büsingen
Deutschland
Ehhez hasonlóan Büsingen lakosai elérhetőek belföldi hívással mindkét ország telefonos hálózatán keresztül. Német részről +49 7734, míg svájci részről +41 52 a terület előhívószáma.
Azok a németek, akik több mint tíz éve hivatalosan Büsingenben élnek, Alt Büsingerek, és a svájci állampolgárokéhoz hasonló jogokkal rendelkeznek. Minden büsingeni vásárolhat ingatlant és vállalhat munkát, még akkor is, ha nem rendelkezik svájci állampolgársággal.
Sürgős esetekben mind a német, mind a svájci rendőrséget lehet riasztani, de a közelség miatt a svájciak gyorsabban kiérkeznek. Házkutatást szabályszerűen a német és a svájci rendőrök csak együtt végezhetnek.
Az általános iskola elvégzése után Büsingenben a gyermekek szabadon dönthetnek, hogy tanulmányaikat Svájcban vagy Németországban folytatják. Majdnem 70%-uk Svájcot választja.
Az FC Büsingen nevű helyi labdarúgócsapat Németország egyetlen olyan csapata, mely Svájcban játszik.
Németország legnagyobb részével ellentétben az exklávé nem a kezdetektől tagja a Schengeni Szerződésnek. Ez akkor változott meg, mikor Svájc 2008. december 12-től elkezdte teljes egészében alkalmazni a megállapodást.

## Története

Büsingen fekvése

1918-ban Büsingenben népszavazást tartottak, melyen a szavazók 95%-a úgy döntött, Svájchoz akarnak tartozni. Azonban mivel Svájc nem ajánlott fel semmi megfelelő ellenszolgáltatást, Büsingen mind a mai napig Németország Svájcba ékelt exklávéja. A későbbi próbálkozásokat Svájc utasította el.
1967-ben nyilvánították hivatalosan is exklávénak Büsingent. Erre a Nyugat-Németország és Svájc között zajló tárgyalásokon került sor. Ugyanakkor a csupán három házból és kevesebb mint egy tucat lakosból álló Verenahof Svájc része lett.